# Complejo Deportivo de Huanchaco
El Complejo Deportivo de Huanchaco es un centro deportivo ubicado en el balneario de Huanchaco, en la zona noroeste de Trujillo (Perú). El inicio de las obras empezó en marzo de 2013 y culminó en junio del 2014.  Las instalaciones deportivas de 
este complejo deportivo formó parte de los escenarios para el desarrollo de los II Juegos Bolivarianos de Playa ha realizado en Huanchaco el año 2014.  La construcción costó S/.9 millones. Actualmente el recinto está deteriorado por falta de presupuesto en el mantenimiento.

## Escenarios deportivos
Actualmente se está construyendo diversos escenarios como los siguientes:
- Campo de voleibol de playa.[6]
- Campo de fútbol playa
- Campo de Tenis playa
- Piscina Olímpica
- Campo de frontón.

## Acontecimientos
- Juegos Bolivarianos de Playa 2014
- Juegos Bolivarianos Trujillo 2013